# Crèvecœur-sur-l'Escaut
Crèvecœur-sur-l'Escaut è un comune francese di 715 abitanti situato nel dipartimento del Nord nella regione dell'Alta Francia.

## Società

### Evoluzione demografica
Abitanti censiti